# Таварамото
Таварамото (яп. 田原本町 Таварамото-тё:) — посёлок в Японии, находящийся в уезде Сики префектуры Нара. Площадь посёлка составляет 21,10 км², население — 31 844 человека (1 августа 2014), плотность населения — 1509,19 чел./км².

## Географическое положение
Посёлок расположен на острове Хонсю в префектуре Нара региона Кинки. С ним граничат города Тэнри, Сакураи, Касихара и посёлки Мияке, Корё.

## Население
Население посёлка составляет 31 844 человека (1 августа 2014), а плотность — 1509,19 чел./км². Изменение численности населения с 1980 по 2005 годы:
| 1980 | 28 172 чел. |  |
| 1985 | 30 036 чел. |  |
| 1990 | 31 533 чел. |  |
| 1995 | 32 837 чел. |  |
| 2000 | 32 934 чел. |  |
| 2005 | 33 029 чел. |  |

## Символика
Деревом посёлка считается Quercus gilva, цветком — нарцисс.